# Hamer (tijdschrift)
Hamer was tussen 1940 en 1945 een nationaalsocialistisch volkskundig tijdschrift.
Het was een prestigieus en rijk geïllustreerd maandblad, dat vanaf oktober 1940 door Uitgeverij Hamer van Reinier van Houten werd uitgegeven. Het tijdschrift verkondigde de culturele denkbeelden van de Nederlandsche SS. De redactie bestond uit Nico de Haas en Gerda Schaap en zij had tot taak de volkskunde in Nederland te populariseren met fotoseries over oude gebruiken, klederdrachten, versierde gevelstenen en verloren gewaande Germaanse symbolen. De oplagecijfers liepen voor Hamer op tot 18.500 exemplaren. Sinds januari 1943 verscheen er ook een Vlaamse editie van Hamer met een oplage van 4000 stuks. De uitgave was identiek aan de Nederlandse, maar besteedde zo'n 8 tot 16 pagina's aan speciale Vlaamse onderwerpen. In maart 1944 volgde een Duitse editie, onder de titel Hammer, en bestonden er zelfs plannen voor een Noorse versie van het tijdschrift. Het verloop van de Tweede Wereldoorlog verhinderde realisatie van deze plannen.
De meeste artikelen waren uiteraard van de hand van de redactie, vooral van De Haas (overwegend artikelen over folklore zoals “Marker klederdracht", "Nieuwjaarsgebruiken", “Pinkstergebruiken”, “Midzomer-Zonnewende” en “Midwinterblazen”) en Schaap (die wat meer schreef over “Volkskunst”, en “Het Begin van het Ornament”, maar zich ook waagde aan “Huismerken – Zinnebeelden der Sibben”).
Bekende medewerkers waren onder anderen J.G.N. Renaud (onder andere over oude ambachtskunst), Jan de Vries (met series artikelen over de geheimen van het runenalfabet en over de Germaanse goden), S. J. van der Molen (over Volk en Bodem in Friesland, Friese folklore en Friese boerderijen), Elsa M. Valeton (onder andere over kantklossen en andere handwerken), Dirk Jan van der Ven (onder andere over de huisslacht in ons volksleven), Steven Barends en Johan Theunisz. Overige - al dan niet regelmatige - bijdragen van onder anderen J.B. Broekhuis, Jurriaan van Toll, Van Heemskerck-Düker, P. Felix, W.J. de Boone, W.R.C. van Boetzelaer, Bart Elskamp, Jac. Gazenbeek en Klaes Sierksma.
Door alle jaargangen verspreid verschenen er diverse artikelen over oud-Hollandse plaatsen en steden als Hoorn, Hindeloopen, Edam, Monnikendam, Marken, Dokkum, Franeker, Amerongen, Giethoorn, Haarlem en Maastricht. Bijzondere aandacht werd ook besteed aan de prehistorie (Grafheuvelonderzoek, onze Urnenvelden, de Bronstijdsmid en zijn Werk en de IJstijdculturen) en de historie der Germanen (“De Hermanslag” , “Germanen in het Oosten”, “De Bataven” en “Het baden in de Germaansche wereld”). In de latere nummers verschenen geleidelijk aan steeds meer vertaalde bijdragen van buitenlandse auteurs over folklore, gebruiken, handwerk en geschiedenis van stamverwante Germaanse groepen als “Germanen in het Oosten”, “Friesche Boeren aan de Weichsel”, “Stafkerken – Stille Getuigen van Germaansche Bouwkultuur”, “Het Perchtenloopen in de Alpenlanden”.
Daarnaast waren er diverse themanummers zoals al in de eerste jaargang een Oogstnummer, een Drachtennummer, een Wegennummer, een Paasnummer en een Molen nummer, maar nog in april 1944 verscheen er een speciaal Zeeland-nummer, met uiteraard veel klederdrachtfoto’s, maar ook een gedicht van J.C. van Schagen.
 Portaal: Fascisme en nationaalsocialisme in Nederland · Fascisme · Nationaalsocialisme